# 붉은꼬리족제비여우원숭이
붉은꼬리족제비여우원숭이(Lepilemur ruficaudatus)는 족제비여우원숭이과에 속하는 여우원숭이의 일종이다. 모든 여우원숭이들처럼 원 서식지는 마다가스카르이다. 야행성 동물이며, 주로 잎을 먹고 일부는 과일을 먹기도 한다. 몸무게는 약 800g이며, 암수에 따라 약간 차이가 있다. 일반적으로 짝을 지어, 약 10,000m2의 행동권(行動圈) 내에서 산다. 이 짝의 암수 모두 같은 행동권 범위를 사용하며, 이웃하는 짝들의 행동권 범위와 일부는 겹치고 한다. 밤에 이들의 이동 거리는 100미터에서 1km정도이며, 비교적 활동적이 않은 종이다. 이 종은 마다가스카르의 건조한 낙엽숲 지대에서 서식한다.